# The Void
The Void (também conhecido como Tension, em russo:  Тургор) é um jogo eletrônico de computador desenvolvido pelo estúdio russo Ice-Pick Lodge. Ganhou o prêmio de "Jogo Mais Original" na Russian Game Developers Conference, KRI em 2007. Nos agregadores de críticas Metacritic e GameRankings, The Void obteve recepção positiva.